# Селви, Бахар
Баха́р Селви́ (тур. Bahar Selvi; род. 15 января 1983 года, Измир) — турецкая актриса.

## Биография и карьера
Бахар родилась в Измире в 1983 году. Окончила театральный факультет Стамбульского университета в 2005 году. Снималась в рекламе и играла в театре.
Карьеру актрисы начала в 2010 году, сыграв Фидан в фильме «Турчанка». Далее последовала роль Тюлай в сериале «Моё сердце в 4 сезона». Настоящую славу и известность Бахар принесла роль Назлы в сериале «Я тоже соскучился». Далее последовали роли в сериалах «Пять братьев» и «Мамы и матери». В мае 2016 года Бахар получила роль Акиле-хатун, супруги Османа II в сериале «Великолепный век: Кёсем Султан». Бахар появилась в 28 серии.

## Фильмография
| Год       |   | Русское название               | Оригинальное название | Роль        |
| --------- | - | ------------------------------ | --------------------- | ----------- |
| 2010      | ф | Турчанка                       | Türkan                | Фидан       |
| 2012      | с | Моё сердце в 4 сезона          | Kalbim 4 Mevsim       | Тюлай       |
| 2013—2014 | с | Я тоже соскучился              | Ben de Özledim        | Назлы       |
| 2015      | с | Пять братьев                   | Beş Kardeş            | Сема        |
| 2015      | с | Мамы и матери                  | Analar ve Anneler     | Айше        |
| 2016      | с | Великолепный век: Кёсем Султан | Muhteşem Yüzyıl Kösem | Акиле-ханым |